# The Kings of Summer
The Kings of Summer (tên cũ là Toy's House) là một phim điện ảnh hài-chính kịch tuổi mới lớn của Mỹ năm 2013 của đạo diễn Jordan Vogt-Roberts. Phim được công chiếu lần đầu tiên trong Liên hoan phim Sundance năm 2013. Phim có sự tham gia của các diễn viên Nick Robinson, Moisés Arias, Gabriel Basso và Nick Offerman.
The Kings of Summer được công chiếu giới hạn tại các rạp phim kể từ ngày 31 tháng 5 năm 2013 bởi CBS Films.

## Nội dung
Joe Toy (Nick Robinson) là một thiếu niên mới lớn, đang loay hoay thích nghi và đối phó với những vấn đề tâm sinh lý tuổi dậy thì. Cậu không tìm được sự đồng cảm, tiếng nói chung với bố. Thậm chí, sự hà khắc, áp đặt của bố khiến Joe nhiều lần muốn bỏ nhà. Đồng cảm với Joe là Patrick Keenan (Gabriel Basso) – cậu bạn may mắn hơn có một gia đình đầy đủ nhưng hoàn toàn lạc lõng trong chính mái ấm của mình. Cùng cậu nhóc lập dị Biaggio (Moisés Arias), Joe và Patrick nhận ra: "Tại sao phải chấp nhận một cuộc sống như thế?". Nhóm bạn quyết định làm một cuộc "cách mạng" đầu đời bằng việc bỏ nhà vào rừng, sống tự do như mình mong muốn.

## Diễn viên
- Nick Robinson vai Joe Toy
- Gabriel Basso vai Patrick Keenan
- Moisés Arias vai Biaggio
- Nick Offerman vai Frank Toy
- Alison Brie vai Heather Toy
- Megan Mullally vai Bà Keenan
- Marc Evan Jackson vai Ông Keenan
- Eugene Cordero vai Colin
- Mary Lynn Rajskub vai Đội trưởng Davis
- Thomas Middleditch vai Rookie Cop
- Erin Moriarty vai Kelly
- Nathan Keyes vai Paul
- Angela Trimbur vai Face Paint
- Kumail Nanjiani vai Gary, người giao hàng
- Austin Abrams vai Aaron
- Craig Cackowski vai Ông Larson
- Lili Reinhart vai Vicki
- Cristoffer Carter vai Construction Kid
- Hannibal Buress vai Người lái xe bus
- Tony Hale vai Khách đi xe bus

## Sản xuất
The Kings of Summer là phim điện ảnh đạo diễn đầu tay của Jordan Vogt-Roberts và đồng thời cũng là phim điện ảnh đầu tiên Chris Galletta thực hiện phần kịch bản. Phim được quay vào mùa hè năm 2012 tại một vài địa điểm ở Ohio, bao gồm Cleveland, Chagrin Falls, Lyndhurst và Bệnh viện South Pointe ở Warrensville.

## Âm nhạc
Phần âm nhạc của phim được thực hiện bởi Ryan Miller. Bài hát của đề của phim là "The Youth" của MGMT. Ngoài ra trong phim còn sử dụng nhiều bài hát thuộc thể loại indie và alternative khác trong đó có "17" của Youth Lagoon.

## Phát hành
The Kings of Summer được ra mắt vào ngày 19 tháng 1 năm 2013 trong Liên hoan phim Sundance năm 2013 dưới tên Toy's House. Một thời gian ngắn sau đó, CBS Films xác nhận đã mua được bản quyền phân phối cho phim. Tựa đề của phim được thay đổi thành The Kings of Summer. Phim cũng được công chiếu tại Liên hoan phim quốc tế Cleveland vào ngày 3 tháng 4 năm 2013. The film was originally scheduled for a ngày 14 tháng 6 năm 2013 release date, however, it was moved up to May 31. The Kings of Summer được công chiếu giới hạn từ ngày 31 tháng 5 năm 2013, rồi sau đó đ]ợc mở rộng phạm vị công chiếu trong vài tuần tiếp đó.

## Tiếp nhận
Nhà báo Anh Mai từ trang VnExpress so sánh nội dung của The Kings of Summer "cùng xuất phát điểm với Into the Wild ở nỗi bất mãn của tuổi trưởng thành nhưng đã "hạ cánh" an toàn với cái kết tươi sáng hơn khi những chàng trai tìm thấy ý nghĩa của gia đình, tình bạn ở cuối hành trình."